# Manfred Schwabl
Manfred Schwabl est un footballeur allemand né le 18 avril 1966 à Holzkirchen, en Bavière.

## Carrière
- 1984-1986 : Bayern Munich  Allemagne
- 1986-1989 : FC Nuremberg  Allemagne
- 1989-1992 : Bayern Munich  Allemagne
- 1992-1994 : FC Nuremberg  Allemagne
- 1994 : FC Swarovski Tirol  Autriche
- 1994-1997 : TSV Munich 1860  Allemagne